# Werner Fleck
Werner Fleck (* 3. Juni 1931 in Roßlau; † 12. Januar 2018) war ein Politiker der Sozialistischen Einheitspartei Deutschlands (SED) in der Deutschen Demokratischen Republik (DDR). Er war von 1973 bis 1976 in Österreich und von 1976 bis 1983 in Frankreich Botschafter der DDR und 1990 Staatssekretär und stellvertretender Außenminister im Kabinett de Maizière.

## Leben
Fleck, Sohn eines Arbeiters, absolvierte nach dem Abschluss der Oberschule eine Laborantenausbildung, trat in die SED ein, studierte Berufspädagogik und Chemie an der Technischen Universität (TU) Dresden und wurde dort Diplom-Gewerbelehrer für Chemie sowie Assistent am Institut für Berufspädagogik. 1968 wurde er promoviert.
Neben seiner wissenschaftlichen Tätigkeit übernahm Fleck ab 1960 politische Funktionen. 1961/62 war er Referent beim Staatssekretär für Hoch- und Fachschulwesen, 1963 bis 1972 Leiter der „Ständigen Arbeitsgruppe Bildung und Kultur“ im Büro des Ministerrats der DDR und Sekretär der „Staatlichen Kommission zur Gestaltung eines einheitlichen sozialistischen Bildungssystems“ beim Ministerrat der DDR.
1972 war Fleck kurzzeitig Berater für Hochschulen und Volksbildung in Syrien. 1973 wurde er als Nachfolger von Günter Kämmler Botschafter der DDR in Österreich, ab 1975 war er auch ständiger Vertreter der DDR bei den internationalen Organisationen in Wien. 1976 wurde er als Nachfolger von Ernst Scholz Botschafter der DDR in Frankreich. Von 1984 bis 1989 war Fleck Abteilungsleiter für Westeuropa im Ministerium für Auswärtige Angelegenheiten (MfAA) der DDR.
Im März 1990 wurde Fleck Staatssekretär und erster Stellvertreter des Außenministers und blieb bis Mai 1990 in diesem Amt. Danach war er von Juni bis Oktober 1990 Beauftragter für Koordinierung im Ministerium für Auswärtige Angelegenheiten.

## Ehrungen
- Vaterländischer Verdienstorden (DDR)

## Schriften
- Methodischer Ansatz für die perspektivische Reform des Bildungswesens. Dresden 1968.